# 塔卡巴拉
塔卡巴拉是从包括现代伊拉克和伊朗部分地区的领土上招募的，波斯阿契美尼德军队的军事单位之一。它们出现在一些与希波战争有关的文献中，但人们对它们知之甚少。据希腊人记载称，他们是一种更坚强的轻盾兵。 塔卡巴拉更偏向于轻装战士，在肉搏战中，他们很容易被希腊装备精良的重装步兵击败。他们倾向于使用本土武器进行战斗，其中包括新月形的轻质柳条盾牌和一种称为Sagaris的轻质斧头以及轻质亚麻布甲和皮甲。